# Montesano sulla Marcellana
Montesano sulla Marcellana là một đô thị (comune) thuộc tỉnh Salerno trong vùng Campania của Ý. Montesano sulla Marcellana có diện tích 109 km2, dân số là 6411 người (thời điểm năm 2019).
Đô thị này có 6 giáo khu (frazioni): Arenabianca, Cessuta, Magorno, Montesano Scalo, Prato Comune và Tardiano.